# Alessandro Chiodo
Alessandro Chiodo (Belo Horizonte, 7 agosto 1977) è un direttore della fotografia italiano.

## Biografia
Italo-Svedese nato in Brasile nel 1977 Alessandro Chiodo è un direttore della fotografia italiano. Dopo aver conseguito il diploma di grafico pubblicitario presso il Liceo artistico statale Paolo Toschi di Parma e completato i suoi studi presso l'Accademia dell'Immagine di L'Aquila diretta da Gabriele Lucci, ha iniziato la sua carriera come assistente di Vittorio Storaro, uno dei più grandi direttori della fotografia italiani, con cui ha collaborato per 15 anni.
Nel 2016, Chiodo ha iniziato la sua carriera come direttore della fotografia, concentrandosi principalmente sulle produzioni del Medio Oriente, tra cui Emirati Arabi, Siria, Libano, Giordania, Algeria e Marocco, ma ha anche collaborato a progetti in Italia, sia nazionali che internazionali, tra cui documentari cinematografici e serie televisive.
Ha collaborato come direttore della fotografia per "Gianni Schicchi", un film musicale diretto da Damiano Michieletto.

## Filmografia

### Lungometraggi
- Gianni Schicchi (film) diretto da Damiano Michieletto (2021)
- The girl in the Fountain  diretto da  Antongiulio Panizzi (2021)
- Il giardino che non c'è diretto da Rä Di Martino (2021)
- Lasciami per sempre di Simona Izzo (2017)
- ULIDI Piccola Mia di Matteo Zoni (2013)
- Arrivo di Wang di Manetti Bros.(2011)

Documentari
- "Nessuno siamo perfetti"  di Giancarlo Soldi (2014)
- "No country Alone " di Joe Messana (2015)
- "Come Tex Nessuno mai"  di Giancarlo Soldi (2012)

Serie
- Al Waad (The Promise) di Mohammed Khiari (2022)
- 350 Grams di Mohammad Lotfi (2020)
- Hawas di Mohammad Lotfi  (2019)
- Hares Al jabal (The Mountain Guard) di Saed Hawary (2019)
- Al Majidy di Eyad Alkhuzuz (2018)
- Abnaa Alkalah di Eyad Nahass (2017)
- Smarkand di Eyad Alkhuzuz (2016)

Televisione
- Uncommun knowledge di Peter Robinson (2020, 2022)
- Beppe Fiorello La storia siamo noi di Caterina Stagno (2009)